# Kamnica, Dol pri Ljubljani
Kamnica este o localitate din comuna Dol pri Ljubljani, Slovenia, cu o populație de 294 de locuitori.